# Leo Strauss
Leo Strauss (Kirchhain (Hessen), 20 september 1899 – Annapolis (Maryland), 18 oktober 1973) was een politiek filosoof, die in Duitsland werd geboren en naar de Verenigde Staten emigreerde.  Hij wordt vaak gezien als een van de inspiratiebronnen voor de neoconservatieve beweging die sinds de jaren zeventig belangrijk is in de Amerikaanse politiek. Van hem komt de vaak geciteerde slagzin: "Als alle culturen gelijkwaardig zijn, dan is kannibalisme slechts een kwestie van smaak". Zelf hield hij zich echter niet bezig met praktische politiek: hij concentreerde zich volledig op het schrijven van een groot aantal, zeer grondige tekststudies van de filosofen uit de traditie van de politieke filosofie van Plato tot Heidegger.

## Leven
Strauss werd in 1899 geboren in een orthodox joods gezin in Kirchhain (nabij Marburg), Hessen als zoon van Hugo Strauss en Jennie David.
Hij studeerde aan het beroemde Gymnasium Philippinum (waar ook Johannes Althusius en Carl J. Friedrich op school zaten), en gedurende zijn studentenjaren was hij een politieke Zionist. Strauss volgde verder wetenschappelijk onderwijs in Duitsland waar hij promoveerde onder Ernst Cassirer. Zoals vele andere Duitse studenten in die tijd die zich interesseerden voor filosofie volgde hij colleges van Martin Heidegger en kwam ook in contact met diens leermeester Edmund Husserl. Strauss had de opvatting dat veel filosofen eigenlijk slechts geleerden waren, die hooguit het denken doorgrondden van de buitencategorie van originele filosofen. In de optiek van Strauss was Heidegger één van de zeer weinige originele filosofen van zijn tijd.
In 1932, trouwde Strauss met Marie (Miriam) Bernsohn in Parijs. In 1934 emigreerde hij naar Engeland, waar hij in 1935 een positie aan de Universiteit van Cambridge kreeg. In 1937 emigreerde hij naar de Verenigde Staten en was korte tijd Research Fellow aan de vakgroep geschiedenis van de Columbia-universiteit in New York. Van 1938 tot 1948 was hij hoogleraar politieke filosofie aan de New School for Social Research in New York. In 1944 werd hij Amerikaans staatsburger en van 1949 tot 1968 werkte Strauss als lid van de faculteit van de Universiteit van Chicago als hoogleraar in de politieke filosofie. Tot zijn studenten behoorde de filosoof en cultuurcriticus Allan Bloom, auteur van de bestseller The Closing of the American Mind. 
Het werk van Leo Strauss heeft een cruciale rol gespeeld in de heropleving van de politieke filosofie, vooral binnen de analytische traditie. Enkele bekende werken zijn Persecution and the Art of Writing (1952), Natural Right and History (1953), Thoughts on Machiavelli (1958) en What Is Political Philosophy? (1959). Hij bleef publiceren tot het eind van zijn leven, met een boek over Plato's Wetten, The Argument and the Action of Plato's "Laws" als laatst gepubliceerd werk. Hij stierf uiteindelijk op 18 oktober 1973.

## Filosofie
De filosofie van Leo Strauss heeft in de loop ter tijd veel kritiek gehad, en zo ook wanneer Strauss sprak over de taak of het doel van de filosofie zelf. Een filosoof is voor Strauss enerzijds al geen analytisch filosoof, in de zin dat zijn taak er enkel zou uit bestaan ordinair taalgebruik te analyseren zoals John Austin of Ludwig Wittgenstein het deden. Ook moet een filosoof zich niet noodzakelijk inzetten voor diepe morele en politieke kwesties en hierop diepe en uitgebreide antwoorden te vinden, zoals John Rawls of Jürgen Habermas.
Strauss verstaat daarentegen filosofie in haar oudste betekenis, als philo-sophia of liefde voor wijsheid (wijsbegeerte). Filosofie gaat voor Strauss niet om het formuleren van bepaalde oplossingen of het verdedigen van een reeks doctrines, maar gaat het om de praktische zoektocht naar de optimale manier van leven zoals dat bij de Oude Grieken terugkwam. Hij associeert het vooral met de stelling zoals men die al bij Socrates terugvindt: filosofie is weten dat je niets weet of de grenzen van de kennis kennen. Hij schrijft:
"Philosophy as such is nothing but genuine awareness of the problems, i.e., of the fundamental and comprehensive problems. It is impossible to think about these problems without becoming inclined toward a solution, toward one or the other of the very few typical solutions. Yet as long as there is no wisdom, but only quest for wisdom, the evidence of all solutions is necessarily smaller than the evidence of the problems. Therefore the philosopher ceases to be a philosopher at the moment at which the "subjective certainty" of a solution becomes stronger than his awareness of the problematic character of that solution." "
Bekend is ook het debat tussen Strauss en Alexandre Kojève over de aard van tirannie. In On Tyranny: An Interpretation of Xenophon's Hiero neemt Strauss een positie in die lijnrecht tegenove Kojève en andere hedendaagse politieke denkers gaat: tirannie is geen typisch modern en hedendaags verschijnsel, maar er zit een continuïteit tussen het oude Griekse begrip, zoals dat bij Xenophon terugkomt, en de moderne vormen van totalitarisme. Al snel werd dit debat ook verruimd naar dezelfde discussie als zojuist over het doel van de filosofie zelf. Terwijl Kojève die taak eerder formuleert in termen van het verlangen om deze ideeën in praktijk te brengen, heeft Strauss hier sterke kritiek op:
"We do not have to pry into the heart of any one in order to know that, insofar as the philosopher, owing to the weakness of the flesh, becomes concerned with being recognized by others, he ceases to be a philosopher. According to the strict view of the classics he turns into a sophist."

### Politieke filosofie
In de eerste plaats moet opgemerkt worden dat Strauss geen actieve politiek bedreef, hij heeft geen politieke beweging opgezet, maar was een politiek filosoof en academicus. Hij merkte op dat de politieke filosofie, die hij in zekere zin als eerste filosofie beschouwde, door de tijd heen bezoedeld is geraakt door een reeks van "pseudofilosofieën" zoals historicisme, sciëntisme en dialectisch materialisme. De "zuivere" vorm van politieke filosofie vond men daarentegen nog terug binnen de antieke Griekse filosofie. Zo hechtte hij sterk aan de diepgang, subtiliteit en het dialectische karakter van Plato, Aristoteles en Xenophon. Deze klassieke politieke filosofie was volgens Strauss direct met het politieke leven zelf verbonden, waarbij alle latere politieke studies slechts indirect en als modificatie van deze "oorspronkelijke positie" van de Grieken moet opgevat worden. De taak die Strauss zich daarbij dan ook op zich neemt is, via historische studies, terug deze oorspronkelijke positie naar boven halen.
Strauss was zowel een vriend als een criticus van het liberalisme. Met name bekritiseerde hij het moderne liberalisme dat voorrang geeft aan individuele vrijheid ten koste van historische waarden zoals uitmuntendheid en deugd. Strauss argumenteerde dat het hedendaagse, relativistische liberalisme het logische gevolg was van de filosofische principes van het modernisme zoals dat in zwang was in de Westerse wereld in de 20e eeuw. Hij was van mening dat het hedendaags liberalisme een intrinsieke tendens in zich had richting relativisme, hetgeen op zijn beurt leidde tot nihilisme dat hij als gevaar voor de maatschappij zag. Tegelijkertijd waarschuwde hij voor egalitarisme en mediocratie. Zijn scepticisme t.a.v. het cultuurrelativisme verwoordde hij dikwijls tijdens zijn colleges aan de University of Chicago eind jaren 50 met de ironische, vaak geciteerde slagzin :"If all values are equal, then cannibalism is just a matter of taste".
Terwijl het modern liberalisme gericht is op het nastreven van individuele vrijheid als hoogste doel, zag Strauss meer heil in een overheid die zich richtte op menselijke excellentie en politieke deugd. Hij merkte op dat denkers van de eerste orde, beginnend bij Plato, al bezig waren met de vraag of goede en effectieve politici volledig eerlijk konden zijn en tegelijkertijd toch de beste doelen voor de maatschappij konden bereiken. Strauss vroeg zich continu af in welke mate vrijheid en excellentie samen kunnen gaan.
Met dit in het achterhoofd vraagt Strauss van zijn lezers om zich af te vragen of leugens om bestwil (Plato) geoorloofd zijn om de maatschappij bijeen te houden en te gidsen. Zijn sommige niet te bewijzen mythen gedoceerd door wijze leiders noodzakelijk om de meeste mensen doel en richting te geven en zo een stabiele maatschappij te verzekeren? Of kan een maatschappij zonder meer floreren op de basis van de ‘dodelijke waarheid’ (Nietzsche) beperkt tot wat we met zekerheid kunnen weten?
Hoewel Strauss geen definitief antwoord op deze vragen heeft gegeven, neigt hij naar het eerste. Hij ziet het liberale idee van individuele vrijheid als oorzaak dat mensen alles in twijfel gaan trekken inclusief waarden en morele normen. In plaats daarvan laten zij zich leiden door egoïstische wensen met als gevolg dat de waarden die de maatschappij bijeenhouden vervallen. Politici hebben inderdaad tot taak sterke en inspirerende mythes te creëren welke niet noodzakelijker wijze waarheidsgetrouw zijn, maar wel de noodzakelijke illusies om de maatschappij bijeen te houden.

## Nederlandse Straussianen
Er is een groeiende belangstelling in Nederland voor het werk van Leo Strauss. De Vlaming David Janssens, werkzaam aan de Universiteit Tilburg schrijft veel over Strauss. De conservatieve denker Bart Jan Spruyt is zeer diepgaand door Strauss beïnvloed.